# Topobea brenesii
Topobea brenesii là một loài thực vật có hoa trong họ Mua. Loài này được Standl. miêu tả khoa học đầu tiên năm 1938.